# Vladimir Grbić
Vladimir Grbić (Zrenjanin, 14 dicembre 1970) è un ex pallavolista serbo.
È il fratello maggiore di Nikola Grbić.

## Carriera
Schiacciatore/ricevitore di grandissima qualità ed esperienza, capace di percentuali molto buone in ricezione, possiede una qualità di colpi in attacco degna di un olimpionico. Si fa notare anche al muro, soprattutto nel "solo", e per la sagacia tattica.
Fu protagonista di una delle più spettacolari azioni di pallavolo durante la finale dei Giochi olimpici di Sydney 2000 (Jugoslavia-Russia), recuperò un pallone mentre saltava una barriera pubblicitaria riuscendo e, subito dopo, appena ripresa posizione, murò un attacco russo mandando in delirio il fortunato pubblico presente.

## Palmarès
- 2000 Olimpiade di Sydney
- 2000 Campionato Italiano
- 2000 Coppa CEV
- 1997 Coppa delle Coppe
- 1996 Coppa Italia
- 1996 Supercoppa italiana
- 1996 Supercoppa europea
- 1996 Coppa CEV
- 1994 Coppa CEV